# Небезпечні дрібниці
«Небезпечні дрібниці» (рос. «Опасные пустяки») — радянський дитячий короткометражний телефільм на тему необхідності суворого дотримання школярами Правил дорожнього руху, знятий на замовлення ДАІ у 1983 році. 

## Сюжет
У шкільний клас приходить старший лейтенант — інспектор ДАІ, щоб провести урок з Правил дорожнього руху. Діти по черзі розповідають йому про те, як вони сьогодні добиралися до школи, і інспектор тут же всім дохідливо роз'яснює, які правила руху вони при цьому порушували. Як виявилося, не все так просто, як здавалося на перший погляд — наприклад, героїня Наташі Гусєвої навіть подумати собі не могла, що по пішохідному переходу не можна бігти, а то можна ненароком розсипати чужі яблука по проїжджій частині, створивши тим самим аварійну ситуацію на дорозі…

## У ролях
- Григорій Маліков — інспектор ДАІ
- Юрій Чернов — тато школяра Діми, водій
- Наталія Гусєва — школярка
- Інна Гомес — школярка
- Марія Єгорова — школярка
- Ольга Якимова — школярка
- Олексій Голубєв — школяр
- Дмитро Бєзлєпкін — школяр
- Михайло Старшинов — школяр
- Олексій Смирнов — школяр
- Микола Макаров — школяр
- Дмитро Хоцкевич — школяр
- В'ячеслав Гостинський — епізод
- Геннадій Петров — епізод
- Олександр Сажин — вантажник
- Галина Глазкова — епізод

## Знімальна група
- Режисер — Віктор Волков
- Сценаристи — Володимир Михановський, Леонід Тавровський
- Оператор — Олександр Мачильський
- Композитор — Ернст Мунтаніол
- Художник — Сергій Бочаров